# Watson Amelia
Watson Amelia (Japonês:ワトソン・アメリア) é uma YouTuber virtual inglês, âncora de jogos e membro da primeira geração (holoMyth) afiliado à produção hololive.

## Resumo
O personagem é ambientado como um detetive particular e viajante do tempo, e seu nome faz referência ao personagem John Watson de Sherlock Holmes . Por esse motivo, "Watson" é o sobrenome e "Amelia" que é o primeiro nome, por isso também é frequentemente conhecido como "Emília Watson".

## Carreira

### 2020
- Em 12 de setembro, a primeira transmissão ao vivo foi realizada no YouTube, e o canal do YouTube atingiu 100 mil inscrições no mesmo dia.[3][4]

### 2021
- Em 11 de fevereiro, o canal do YouTube atingiu 1 milhão de inscritos.[5][6][7]
- No dia 8 de maio, novas roupas foram lançadas.[8][9]
- Em 6 de junho, Emilia planejou originalmente arrecadar US$ 25.000 para a organização americana de bem-estar animal Best Friends Animal Society durante a transmissão ao vivo de caridade do dia. No entanto, a meta foi alcançada em menos de 10 minutos após o início da transmissão ao vivo revisado para cima e, finalmente, US$ 235.972,69 foram arrecadados durante a transmissão ao vivo de 9 horas.[10][11][12]
- No dia 11 de dezembro, novas roupas do vestido foram lançadas.[13][14][14]

### 2022
- No dia 9 de janeiro, foram lançadas novas roupas do primeiro mês.[13][13]

### 2023
- No dia 4 de março foi divulgada a imagem 3D

## Música
| Nome                   | Data de Lançamento |
| ---------------------- | ------------------ |
| チクタク (Tique-Taque) | 18 de janeiro 2023 |